# Heinrich Kaufringer
Heinrich Kaufringer (tätig in den Jahrzehnten um und vor 1400 in Landsberg am Lech) war deutscher Schriftsteller, Dichter und bedeutender Verfasser von Mären.

## Die Mären
Die Ausgabe von Paul Sappler weist ihm 32 (27 davon sicher bezeugt, fünf wohl unecht) paargereimte Texte zu, von denen 13 in Hanns Fischers Märenkatalog aufgenommen wurden. Die übrigen Dichtungen umfassen Legenden und geistliche Reden sowie didaktische Texte. Der Umfang der Texte reicht von gut 100 bis etwa 750 Versen.
Die überwiegende Anzahl der Mären ist schwankhaften Charakters und von einer Ehebruchshandlung geprägt.
Die Mären tragen die Titel:
- Der verklagte Bauer
- Bürgermeister und Königssohn
- Der zurückgegebene Minnelohn
- Der feige Ehemann
- Der Mönch als Liebesbote (Fassung B)
- Die Suche nach dem glücklichen Ehepaar
- Chorherr und Schusterin
- Die zurückgelassene Hose
- Drei listige Frauen B
- Der Zehnte von der Minne
- Die Rache des Ehemannes
- Die unschuldige Mörderin
- Der Schlafpelz

## Handschriften
Bayerische Staatsbibliothek:
- Cgm 270, fol. 234r–388v, um 1464. 17 Gedichte[2]
- Cgm 1119, fol. 97vb–100ra, 1467: Der Einsiedler und der Engel, auch im Cgm 270 überliefert.[3]

Staatsbibliothek zu Berlin:
- mgf 564, fol. 129v–333r, 1472 von Konrad Bollstatter geschrieben. Einige Stücke sind in der Zuschreibung zweifelhaft.[4]

## Werkausgaben
- Paul Sappler (Hrsg.): Heinrich Kaufringer. Werke.
  - Bd. 1: Text. Niemeyer, Tübingen 1972, ISBN 3-484-10162-8,
  - Bd. 2: Indices. Niemeyer, Tübingen 1974, ISBN 3-484-10194-6.
- Karl Euling (Hrsg.): Heinrich Kaufringer. Gedichte (= Bibliothek des Literarischen Vereins in Stuttgart. Bd. 182). Litterar. Verein in Stuttgart, Tübingen 1888, DNB 580344630; Neuauflage: Nabu Press, 2012, ISBN 978-1-274-00231-0.
- Hanns Fischer (Hrsg.): Schwankerzählungen des deutschen Mittelalters. Auswahl und Übersetzung von Hanns Fischer. Hanser, München 1967, DNB 458910902 (mit 21 Abb. aus mittelalterlichen Handschriften); Neuausg. u. d. T.: Die schönsten Schwankerzählungen des deutschen Mittelalters. Pawlak, Herrsching [1981], ISBN 3-88199-013-5.